# Le Troncq
 Le Troncq  là một xã thuộc tỉnh Eure trong vùng Normandie miền bắc nước Pháp.